# Lorenza Izzo

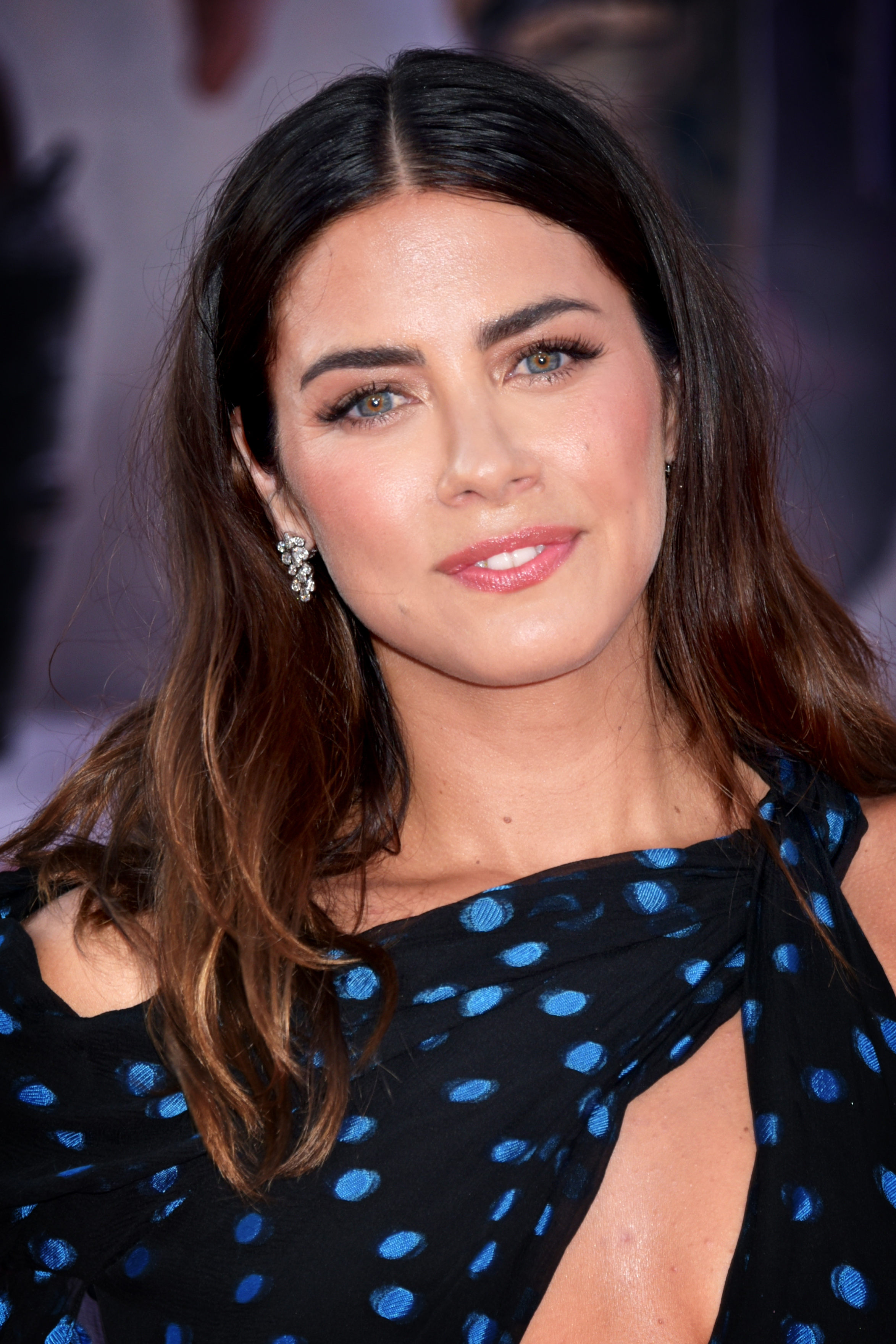
Lorenza Izzo (2019)

Lorenza Izzo Parsons (* 19. September 1989 in Santiago de Chile) ist eine chilenische Schauspielerin, Journalistin und Model.

## Leben
Lorenza wurde 1989 in Santiago de Chile geboren, wo sie gemeinsam mit einer jüngeren Schwester bei der Mutter aufwuchs. 2008 verließ sie ihre chilenische Heimat für ein Schauspiel-Workshop an der Lee Strasberg Academy in New York City. In dieser Zeit bekam sie 2009 ihren ersten Model-Job und lief für die chilenische Designerin Rosita Parson und deren Modelabel Colcci die Fashion Week in São Paulo. Im Anschluss an die Fashionweek kehrte sie nach Chile zurück und begann 2010 ein Journalismus-Studium an der Universidad de los Andes.
2014 heiratete Izzo den amerikanischen Regisseur und Schauspieler Eli Roth. Im Juli 2018 gaben sie ihre Trennung bekannt. Im Jahr 2023 heiratete Izzo ihre Freundin, die Autorin und Regisseurin Sophie Tabet.

### Filmkarriere
Sie finanzierte sich ihr Studium mit kleinen Modelaufträgen und kleineren Filmrollen, so gab Izzo 2010 ihr Schauspieldebüt mit einer Nebenrolle in der Regie Abschlussarbeit des Escuela de Cine UDD-Studenten Sebastián Radic, dem Drama Instrucciones para mi funeral. Es folgte ihre erste Hauptrolle in Nicolás López’ Comedy-Drama Qué pena tu boda und dessen Fortsetzung Que pena tu familia, wo sie jeweils Lucía Edwards verkörperte. Mit der Zusammenarbeit von López bekam sie auch ihre erste internationale Filmrolle, in dem von Eli Roth produzierten Katastrophen-Thrillerfilm Aftershock – Die Hölle nach dem Beben. Durch die Rolle der Kylie in Aftershock entstand eine Freundschaft zu Eli Roth, der sie in der Rolle der Justine in The Green Inferno und die der Genesis in Knock Knock besetzte. Zudem stand sie für das NBC Universal Fernseh-Drama I Am Victor, sowie der Netflix Mysterythriller-Serie Hemlock Grove vor der Kamera.

## Filmografie (Auswahl)
- 2011: Fuck My Wedding (Que pena tu boda)
- 2011: Too bad for your family (Que pena tu familia)
- 2012: Aftershock – Die Hölle nach dem Beben (Aftershock)
- 2012: I Am Victor
- 2013: Hemlock Grove (Fernsehserie, 2 Folgen)
- 2014: The Stranger
- 2014: The Sex Teacher (Sex Ed)
- 2015: The Green Inferno
- 2015: Knock Knock
- 2016: Holidays
- 2016: Feed the Beast (Fernsehserie, 10 Folgen)
- 2017: Dimension 404 (Fernsehserie, Folge Impulse)
- 2018: So ist das Leben – Life Itself (Life Itself)
- 2018: Das Haus der geheimnisvollen Uhren (The House with a Clock in Its Walls)
- 2018: Casual (Fernsehserie, 6 Folgen)
- 2019: Where We Go from Here
- 2019: Once Upon a Time in Hollywood
- 2020: Penny Dreadful: City of Angels (Fernsehserie, 5 Folgen)
- 2021: Women Is Losers
- 2021–2025:  Hacks (Fernsehserie, 8 Folgen)
- 2022: The Aviary
- 2022: Gib’s zu, Fletch (Confess, Fletch)
- 2022: Panhandle (Fernsehserie, 8 Folgen)
- 2024: The Power Within (Kurzfilm)